# Elodes horstaspoecki
Elodes horstaspoecki es una especie de coleóptero de la familia Scirtidae.

## Distribución geográfica
Habita en Italia.